# 1968年メキシコシティーオリンピックのフィンランド選手団
1968年メキシコシティーオリンピックのフィンランド選手団（1968ねんメキシコシティーオリンピックのフィンランドせんしゅだん）は、1968年10月12日から10月27日にかけてメキシコの首都メキシコシティーで開催された1968年メキシコシティーオリンピックのフィンランド選手団、およびその競技結果。

## 概要
今大会は金メダル1個、銀メダル2個、銅メダル1個の合計4個のメダルを獲得した。

## メダル
| メダル | 選手名             | 競技 | 種目       |
| ------ | ------------------ | ---- | ---------- |
| 銀     | ヨルマ・キンヌネン | 陸上 | 男子やり投 |